# Auwemahuis
Het Auwemahuis was een borg in het Groningse dorp Tolbert. De borg werd afgebroken tussen 1756 en 1762 en van het gebouw resteert niets. Wel is een deel van de gracht bewaard gebleven.

## Geschiedenis
De naamgever van deze borg was het geslacht Auwema. Deze familie behoorde van oorsprong niet tot de Groninger adel, maar wist door huwelijken wel in aanzien te stijgen. Van oorsprong waren de Auwema's eigenerfde boeren uit Friesland die zich ook in Tolbert vestigden. De familie is erg verwant aan de familie Fossema uit Nuis en de familie Iwema uit Niebert. Zo voerden de Auwema's net als de Fossema's beeltenissen van Moren in hun wapens en voerden zij net als de Iwema's een doorboord hart. Dit is waarschijnlijk terug te voeren op het Kuzemerklooster bij Oldekerk. Dit klooster was gewijd aan Maria, wier symbool een doorboord hart is. Mogelijkerwijs heeft het klooster deze families landerijen geschonken voor hun verdiensten in een kruistocht en voerden zij sedertdien het hart in hun wapens.
Als stichtingsdatum wordt 1413 genoemd al is hier geen bewijs voor te vinden. De Auwema’s te Tolbert kwamen reeds in de 15e eeuw voor en ze werden vermeld als grietmannen van de streek Vredewold. Met de stichting van de nabijgelegen borg Nienoord in 1525 werd Auwema een ondergeschikt bestuurdersgeslacht. Ze stelden zich echter diplomatiek op en wisten zo in vele processen een bemiddelende rol te spelen tussen de Van Ewsums van Nienoord en de bevolking. Binnen Tolbert behielden zij echter wel het collatierecht van de kerk. De Van Ewsums gaven de Auwema’s allerlei privileges en ook door verschillende huwelijken verwierf de familie meer status. Zo trouwde Iwo Auwema met Etta Coenders. In 1731 werd Auwema met Evert Joost Lewe geruild. Tot in de 19e eeuw was de borg in het bezit van de familie Lewe. De borg werd gesloopt tussen 1756 en 1762.  

### Klein-Auwema
De Auwema's hadden ook een boerderij in het bezit aan de Dijkstreek bij Enumatil. Zij waren dan ook gebaat bij een goede verbinding met deze boerderij en lieten daartoe ook een weg aanleggen in de 16e eeuw. De weg 'Pasop', door de gelijknamige buurtschap, heette vroeger dan ook Auwemaweg. De brug over de Matsloot draagt nog steeds de naam Auwematil. De naam werd ook gegeven aan een herberg: 'Klein-Auwema', ook wel 'Pasop'. 

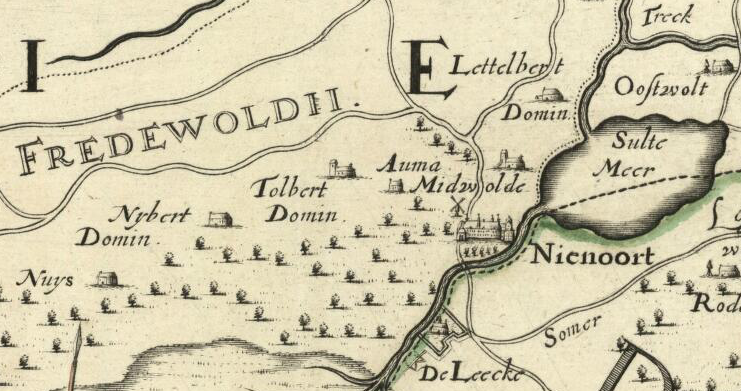
Auwema tussen Tolbert en Midwolde op de kaart van W. en F. Coenders van Helpen & C. Appeus

## Ligging
Het Auwemahuis lag aan de oostkant van de dorpskern van Tolbert aan de doorgaande weg naar Midwolde. De borgstee bestond uit twee rechthoekige, omgrachte percelen met de borg in het midden van het westelijke perceel. 

## Huidige situatie
Nog steeds is een redelijk deel van het grachtenpatroon intact en hierdoor is de voormalige borgstee nog goed te herkennen. Alleen het zuidwestelijke deel van de gracht is gedempt.